# Mörttjärnen (Bodums socken, Ångermanland)
Mörttjärnen är en sjö i Strömsunds kommun i Ångermanland och ingår i Ångermanälvens huvudavrinningsområde.